# イオベンザム酸
イオベンザム酸（英語: iobenzamic acid）は、X線撮影で放射線造影剤として使われる医薬品である。
水溶性の肝臓特異性造影剤で肝臓や胆嚢に取り込まれる。そのため、これらの臓器の撮影に有用である。